# 신정동 연쇄살인사건
신정동 연쇄살인사건(新亭洞連鎖殺人事件)은 대한민국 서울특별시 양천구 신정동에서 2005년에서 2006년에 걸쳐 약 6개월간 간격으로 공휴일에 벌어진 두 건의 납치살인 및 한 건의 납치살인미수사건이다.

## 제1차 사건
20대 후반의 여성 권아무개가 2005년 6월 6일(현충일로 공휴일이었다) 납치당했고 다음날 주택가의 쓰레기 무단투기장에 상반신과 하반신이 각각 쌀포대 한 개씩 씌어진 채로 유기된 시신이 발견되었다. 사인은 경부압박 질식사였다. 속옷이 벗겼다가 다시 올린 듯 말려 있었고, 여성의 생식기관 안에 생리대 두 개와 휴지가 삽입되어 있었으며, 가슴에 이빨로 물린 상처가 있는 등 강간살해의 정황이 강하게 의심되었으나 정액이 검출되지 않아 범인을 특정할 수 없었다.

## 제2차 사건
2005년 11월 20일(일요일로 공휴일이었다), 40대 여성 이아무개가 집을 나갔다가 연락이 두절되었다. 이의 모습이 마지막으로 확인된 것은 신정역 에스컬레이터 CCTV였다. 시체는 돗자리와 여러 겹의 비닐로 둘둘 말려 있었으며 그 위에 노끈과 전기선줄로 단단히 매듭이 묶인 채 1차 사건 피해자의 시체가 유기된 곳에서 1.8 킬로미터 떨어진 주택가의 쓰레기 무단투기장에서 발견되었다. 역시 사인은 경부압박 질식사였으며 갈비뼈 골절을 비롯한 폭행 흔적이 있었고, 1차 피해자 권아무개와 마찬가지로 후복막강 출혈이 나타났다. 시체의 옷 옆구리에는 곰팡이가 검출되었는데 이는 자생한 것이 아니라 지하실 같은 실내환경에서 옮아붙은 것으로 추측되었다.

## 제3차 사건
2006년 5월 31일(그날은 제4회 동시지방선거일로 공휴일이었다), 목동 오거리에서 지인들을 만나기 위해 택시를 타고 가던 여성 박아무개가 한눈을 팔다가 목적지를 지나쳐버렸고 신정역에서 하차하였다. 피해자가 택시에서 하차 후 목동까지 걸어가는 도중 범인이 피해자의 옆구리에 커터칼을 들이대며 납치했다. 피해자가 소리지르며 저항했으나 범인은 애인이 낮술을 해서 취했다고 주장했고 지나가던 사람들은 그 말을 믿고 도와주지 않았다.
피해자는 신정동 주택가의 한 반지하방으로 끌려갔는데, 방바닥에는 수많은 노끈이 널려 있었고 공범으로 추정되는 남자가 한 명 더 있었다. 잠시 후 범인이 화장실을 가기 위해 일어난 사이 피해자는 탈출을 시도했고, 대문 밖으로 뛰어나가는 대신 반지하 윗집 계단으로 올라가 그 집 앞의 신발장 뒤에 숨었다. 범인들이 도망친 피해자를 찾기 위해 밖으로 나간 사이 피해자는 정신없이 도망쳐서 인근 초등학교에서 남자친구에게 전화를 걸어 무사 탈출했다.
이때 피해자가 몸을 숨긴 신발장에는 어린아이가 학교 공작시간에 만든 것 같은 조잡한 화분이 올려져 있었고 엽기토끼 스티커가 붙어 있었다. 이 사건을 끝으로 신정동에서는 유사 사건이 더 이상 발생하지 않았으며, 생존자가 발생하자 체포 위험을 느낀 범인들이 세 번째 사건 직후 다른 지역으로 도주한 것으로 생각된다.

## 작품
tvN 금토드라마 시그널에서 등장하는 홍원동 사건이 이 사건을 모티브로 만들어진 사건이다.

## 같이 보기
- 노들길 살인사건 - 본 사건과 동일범의 소행으로 의심되고 있다.

## 참고 자료
- 《엽기토끼와 신발장 - 신정동 연쇄살인사건의 마지막 퍼즐》 (그것이 알고 싶다). 2015년 10월 17일.